# 브랜뉴뮤직의 음반
이 문서는 브랜뉴뮤직에서 발표한 음반의 목록이다. 산하 레이블인 코리안룰렛과 서브 레이블인 브랜뉴에이,그리고 홀리후드 뮤직도 같이 넣을 수도 있다.

## 2010년대
- 2011년 5월 20일 스윙스 - [Digital Single] 지금부터 잘하면 돼
- 2011년 7월 7일 스윙스 - [Digital Single] Swings Rising[1]
- 2011년 7월 7일 애즈원 - [Digital Single] As One Season 2
- 2011년 7월 8일 비즈니즈 - [Digital single] Local Player (로컬 플레이어)
- 2011년 7월 14일 스윙스 - [Digital Single] The King Is Back
- 2011년 7월 22일 스윙스 - Upgrade 2
- 2011년 8월 5일 스윙스 - [Digital Single] 나는 강해
- 2011년 8월 24일 버벌진트 - [Digital Single] 넌 내게 모욕감을 줬어.
- 2011년 8월 31일 버벌진트 - Go Easy
- 2011년 9월 16일 비즈니즈 - [Digital Single] Tweet Tweet
- 2011년 10월 5일 B.N.R. - [Digital Single] 압구정 골목길
- 2011년 10월 11일 B.N.R. - Purple Sunset
- 2011년 11월 2일 버벌진트 - [Digital Single] 우울한 편지
- 2011년 11월 21일 애즈원 - [Digital Single] ASONE Season 2.5
- 2011년 11월 22일 미스에스 - Miss Terious
- 2011년 12월 2일 스윙스 - [Digital Single] 건방진 새끼
- 2011년 12월 15일 버벌진트 - [Digital Single] 감사감사
- 2011년 12월 19일 버벌진트 - 사수자리 vol.3: 둔갑술
- 2012년 1월 12일 비즈니즈 - Strictly Bizniz
- 2012년 1월 16일 애즈원 - [Digital Single] Only U
- 2012년 1월 27일 버벌진트 - [Digital Single] Classic (클래식)
- 2012년 3월 2일 라이머, 허인창 - [Digital Single] Victory[2]
- 2012년 3월 15일 B.N.R. - [Digital Single] 울다 웃다 미치다
- 2012년 4월 9일 애즈원 - 사랑도 돈이 되나요 OST Part.1[3]
- 2012년 4월 19일 시진 - [Digital Single] 가여운 내사랑
- 2012년 4월 27일 애즈원 - 불후의 명작 OST Part.3
- 2012년 5월 9일 애즈원 - [Digital Single] Together[4]
- 2012년 5월 28일 애즈원 - [Digital Single] Day by Day 2012
- 2012년 6월 7일 버벌진트 - [Digital Single] 굿모닝
- 2012년 6월 21일 버벌진트 - 10년 동안의 오독 1
- 2012년 7월 25일 스윙스 - WE LOVE TAPSONIC Part.6[5]
- 2012년 8월 6일 버벌진트 - 골든타임 OST Part.3
- 2012년 8월 21일 비즈니즈 - Angstblute (앙스트블뤼테)
- 2012년 9월 14일 버벌진트,애즈원 - 천번째 남자 OST Part.5
- 2012년 9월 26일 미스에스 - [Digital Single] 담배 좀 줄여
- 2012년 10월 25일 미스에스 - Miss uS?
- 2012년 11월 20일 스윙스 - [Digital Single] Lonely
- 2012년 11월 27일 비즈니즈 - [Digital Single] 너 없는 크리스마스
- 2012년 12월 3일 애즈원 - 극장판 포켓몬스터 베스트위시 (큐레무 VS 성검사 케르디오) OST
- 2012년 12월 5일 Brand New Year - [Digital Single] Brand New Year
- 2012년 12월 26일 시진 - [Digital Single] 36인치
- 2013년 1월 7일 버벌진트 - [Digital Single] 시작이 좋아
- 2013년 2월 5일 강민희 - [Digital Single] It's You
- 2013년 2월 7일 DJ IT - [Digital Single] Raw
- 2013년 2월 15일 H - [Digital Single] Lose Control
- 2013년 2월 21일 버벌진트 - [Digital Single] 이게 사랑이 아니라면
- 2013년 2월 22일 San E - [Digital Single] 발딛음[6]
- 2013년 2월 27일 스윙스 - Swings #1 Mixtape Vol.2
- 2013년 3월 5일 애즈원, 미스에스 - [Digital Single] THE S Part.3
- 2013년 3월 16일 피타입, 스윙스 - 돈의 화신 OST Part.5
- 2013년 3월 22일 피타입 - [Digital Single] 다이하드
- 2013년 4월 29일 B.N.R. - [Digital Single] 흔들렸어
- 2013년 5월 8일 애즈원 - [Digital Single] 사랑이 어색해
- 2013년 5월 13일 San E - [Digital Single] Big Boy
- 2013년 5월 13일 스윙스 - [Digital Single] 줄래
- 2013년 5월 20일 B.N.R. - 돌이킬 수 없는
- 2013년 5월 31일 San E - [Digital Single] Rap Circus
- 2013년 6월 3일 범키 - [Digital Single] 미친연애
- 2013년 6월 12일 스윙스 - #1 Vol.2 Instrumental
- 2013년 6월 12일 한해 - [Digital Single] 불편한 진실[7]
- 2013년 6월 20일 San E - [Digital Single] 프리스타일 타운 (Freestyle Town)[8]
- 2013년 6월 24일 버벌진트 - [Digital Single] 비범벅
- 2013년 7월 4일 시진 - [Digital Single] 흐리고 비
- 2013년 7월 19일 미스에스 - Lo$t & Found
- 2013년 7월 29일 피타입 - Rap
- 2013년 8월 2일 San E - [Digital Single] 아는 사람 얘기
- 2013년 8월 12일 스윙스 - [Digital Single] A Real Lady
- 2013년 8월 14일 팬텀 - [Digital Single] 다알아
- 2013년 8월 16일 범키 - [Digital Single] 갖고놀래
- 2013년 10월 7일 칸토 - 감자별 2013QR3 OST Part.1
- 2013년 10월 15일 애즈원 - Simply As One
- 2013년 10월 25일 칸토 - [Digital Single] 말만해 (What You Want)
- 2013년 11월 6일 San E - [Digital Single] 어디서 잤어
- 2013년 11월 6일 애즈원 - New Wave Studio (Vol.3)
- 2013년 11월 13일 팬텀 - [Digital Single] 신세계
- 2013년 11월 21일 San E - `Not`Based On The True Story
- 2013년 11월 22일 스윙스 - brilliant is[9]
- 2013년 11월 27일 피타입 - [Digital Single] 불편한 관계
- 2013년 12월 6일 버벌진트 - [Digital Single] 크리스마스를 부탁해
- 2013년 12월 16일 버벌진트, 범키 - 듀스 20주년 헌정앨범 Part.6
- 2013년 12월 17일 미스에스 - [Digital Single] 나도 좀 살자
- 2013년 12월 20일 팬텀 - [Digital Single] WAYOGAYO Vol.1[10]
- 2013년 12월 27일 스윙스 - Double Single (Bulldozer)
- 2014년 1월 9일 범키 - [Digital Single] 행복하지마[11]
- 2014년 1월 14일 Brand New Year - Brand New Year Vol.2
- 2014년 2월 14일 스윙스 - [Digital Single] Rain Shower
- 2014년 2월 20일 스윙스 - [Digital Single] hongkikyoung#2[12]
- 2014년 2월 21일 애즈원, 시진 - [Digital Single] 그저 눈물만
- 2014년 2월 26일 스윙스 - 감정기복 II Part.1:주요 우울증 (Major Depression)
- 2014년 3월 10일 스윙스 - [Digital Single] 난 앞으로만[13]
- 2014년 3월 14일 트로이 - [Digital Single] 그린라이트 (Green Light)
- 2014년 3월 26일 스윙스 - [Digital Single] Fallin`
- 2014년 4월 9일 스윙스 - Show Me The Money 3[14]
- 2014년 4월 10일 B.N.R. - [Digital Single] 잘있니
- 2014년 4월 14일 한해 - [Digital Single] 끊어줄래
- 2014년 4월 15일 칸토, 강민희 - [Digital Single] 누나라고 불러
- 2014년 5월 19일 팬텀 - Phantom Power
- 2014년 5월 28일 피타입 - [Digital Single] Timberland 6"
- 2014년 5월 29일 San E - 너희들은 포위됐다 OST Part.1
- 2014년 6월 3일 스윙스 - [Digital Single] Just[15]
- 2014년 6월 12일 San E - [Digital Single] 한 여름밤의 꿀[16]
- 2014년 6월 13일 칸토 - [Digital Single] All Day,Everyday[17]
- 2014년 6월 16일 범키 - 범키 Special Single`집이 돼줄게`
- 2014년 7월 9일 스윙스 - [Digital Single] 역주행
- 2014년 7월 17일 스윙스 - 감정기복 II Part.2:강박증 (Obsessive Compulsive Disorder)
- 2014년 7월 18일 태완 - [Digital Single] History
- 2014년 7월 30일 태완 - As I Am
- 2014년 7월 31일 팬텀 - [Digital Single] 날아올라
- 2014년 8월 4일 San E - [Digital Single] Body Language
- 2014년 8월 4일 스윙스 - [Digital Single] Pool Party
- 2014년 8월 8일 애즈원 - [Digital Single] All Day All Night
- 2014년 8월 22일 스윙스 - [Digital Single] `A Real Man`[18]
- 2014년 8월 25일 범키 - [Digital Single] 얼마짜리 사랑[19]
- 2014년 9월 15일 버벌진트 - [Digital Single] 가을냄새
- 2014년 9월 15일 스윙스 - 마이 시크릿 호텔 OST Part.3[20]
- 2014년 9월 18일 태완 - [Digital Single] 말해서 뭐해
- 2014년 9월 23일 트로이 - [Digital Single] 변해가
- 2014년 10월 6일 스윙스 - [Digital Single] Rap Star
- 2014년 10월 22일 강민희 - [Digital Single] 내 얘긴 안해?
- 2014년 10월 28일 스윙스 - Vintage Swings
- 2014년 10월 29일 애즈원 - [Digital Single] 오늘같은 날
- 2014년 11월 11일 팬텀 - [Digital Single] 이제 보니까
- 2014년 12월 5일 Brand New Year - [Digital Single] Brand New Year Vol.3 - Brand New Day
- 2014년 12월 11일 칸토 - [Digital Single] 눈보다 먼저
- 2014년 12월 26일 태완 - [Digital Single] 스웨터
- 2015년 1월 2일 San E - [Digital Single] NO.MERCY (노머시) Part.1[21]
- 2015년 1월 14일 인피닛 플로우 - [Digital Single]  Hall Of Fame Project Vol. 1 (인피닛플로우 `Been A Long Time`)
- 2015년 1월 20일 이루펀트 - [Digital Single] 크레이터 (Creater)
- 2015년 1월 30일 한해 - 365
- 2015년 2월 13일 이루펀트 - [Digital Single] 등대
- 2015년 3월 5일 양다일 - [Digital Single] 우린 달라[22]
- 2015년 3월 5일 Brand New Year - [Digital Single] 우린 알아
- 2015년 3월 6일 San E,태완 - 언프리티 랩스타 Track 5[23]
- 2015년 3월 11일 피타입 - [Digital Single] 광화문[24]
- 2015년 3월 20일 피타입 - Street Poetry
- 2015년 3월 30일 프리티브라운 - [Digital Single] 이별과 이별하다
- 2015년 4월 8일 San E - [Digital Single] Luv U Hater[25]
- 2015년 4월 15일 San E - [Digital Single] 모두가 내 발아래[26]
- 2015년 4월 23일 San E - 양치기소년
- 2015년 4월 24일 한해 - [Digital Single] 이상하자[27]
- 2015년 5월 4일 버벌진트 - [Digital Single] My Tape 2
- 2015년 5월 15일 제이스 - [Digital Single] 해시태그
- 2015년 5월 27일 헤니,태완 - 복면검사 OST Part.1
- 2015년 6월 10일 애즈원, 이루펀트 - 복면검사 OST Part.2
- 2015년 6월 19일 범키 - [Digital Single] 느껴 (My Everything)[28]
- 2015년 6월 25일 버벌진트, 산체스 - [Digital Single] 싫대
- 2015년 7월 6일 피타입 - [Digital Single] 버드맨
- 2015년 7월 8일 이루펀트 - Man On The Moon
- 2015년 7월 22일 강민희 - [Digital Single] 야해
- 2015년 7월 27일 키겐 - [Digital Single] 다시보기
- 2015년 8월 4일 프리티브라운 - [Digital Single] Dutch Pain
- 2015년 8월 13일 이강 - [Digital Single] GVO
- 2015년 8월 15일 San E,버벌진트 - 쇼미더머니 4 Part.4[29]
- 2015년 8월 19일 제이스 - [Digital Single] 성에 안차
- 2015년 8월 31일 버벌진트,산체스 - 여자
- 2015년 9월 5일 한해,버벌진트,산이,피타입 - 쇼미더머니 4 Part.7[30]
- 2015년 9월 8일 범키, 챈슬러 - [Digital Single] 손이 가
- 2015년 9월 11일 MC그리, 루달스 - [Digital Single] Friends
- 2015년 9월 16일 한해 - [Digital Single] 구름
- 2015년 9월 21일 태완 - Drop Top
- 2015년 10월 13일 키겐 - [Digital Single] 선을 넘자
- 2015년 10월 16일 San E - [Digital Single] 그 아버지에 그 아들
- 2015년 10월 26일 허인창 - [Digital Single] 허인창이 아니지
- 2015년 11월 9일 피타입 - [Digital Single] 시차적응
- 2015년 11월 16일 애즈원 - [Digital Single] 1분만이라도
- 2015년 11월 19일 San E - [Digital Single] 못 먹는 감[31]
- 2015년 11월 23일 버벌진트 - GO HARD Part.1:양가치
- 2015년 12월 1일 팬텀 - [Digital Single] 확신을 줘
- 2015년 12월 9일 Brand New Year - [Digital Single] BRAND NEW YEAR 2015 `BRAND NEW SHIT`
- 2015년 12월 10일 산체스 - [Digital Single] Love Letter[32]
- 2015년 12월 17일 애즈원,양다일 - [Digital Single] 혼자 메리 크리스마스
- 2015년 12월 18일 범키 - [Digital Single] Love Line[33]
- 2015년 12월 19일 버벌진트 - GO HARD Part.1:양가치
- 2015년 12월 24일 San E - [Digital Single] Do It For Fun
- 2015년 12월 28일 프리티브라운 - [Digital Single] 그런 사람 없어
- 2015년 12월 29일 버벌진트 - 양가치 instrumentals
- 2016년 1월 11일 키겐 - [Digital Single] 버려진 기분
- 2016년 1월 14일 범키 - [Digital Single] Better Man[34]
- 2016년 1월 23일 이루펀트 - 동네의 영웅 OST Part.1
- 2016년 1월 27일 범키 - U-TURN
- 2016년 2월 12일 DJ IT - [Digital Single] 1982.01.05 (파루)
- 2016년 2월 17일 에스비 - [Digital Single] 노래하고 싶어
- 2016년 2월 23일 애즈원 - [Digital Single] 비 개인 후 비
- 2016년 3월 8일 미스에스 - [Digital Single] 영혼없이 말하지마
- 2016년 3월 16일 한해 - [Digital Single] 내가 이래
- 2016년 3월 22일 키디비 - [Digital Single] Doin` Good
- 2016년 3월 29일 양다일 - [Digital Single] loveagain
- 2016년 4월 2일 애즈원 - 아이가 다섯 OST Part.2
- 2016년 4월 5일 DJ IT - Weather
- 2016년 4월 7일 이루펀트 - [Digital Single] 화분
- 2016년 4월 14일 한해,이강 - [Digital Single] 나도 알아
- 2016년 4월 15일 프리티브라운 - [Digital Single] 딱 좋은 온도
- 2016년 4월 27일 양다일 - Say
- 2016년 4월 27일 한해 - [Digital Single] 투유 프로젝트 - 슈가맨 Part.28[35]
- 2016년 4월 28일 San E,챈슬러 - [Digital Single] 안주거리
- 2016년 4월 29일 버벌진트,양다일 - [Digital Single] 오늘 쓱
- 2016년 5월 3일 챈슬러 - [Digital Single] Rodeo[36]
- 2016년 5월 13일 San E - [Digital Single] 마치 비행기
- 2016년 5월 18일 MC그리 - [Digital Single] 열아홉
- 2016년 5월 23일 태완 - [Digital Single] What Do I Call This Feeling
- 2016년 6월 2일 에스비 - [Digital Single] Refresh[37]
- 2016년 6월 8일 에스비 - [Digital Single] SPARKLING
- 2016년 6월 8일 애즈원 - [Digital Single] 아무 말 안해도 돼
- 2016년 6월 11일 DJ IT - [Digital Single] 강철 나비 (Iron Butterfly)[38]
- 2016년 6월 17일 San E - [Digital Single] 달고나[27]
- 2016년 6월 20일 애즈원 - Outlast
- 2016년 6월 22일 헤니 - [Digital Single] 느낌적인 느낌
- 2016년 6월 28일 미스에스 - [Digital Single] 피처링
- 2016년 6월 29일 한해,키디비 - 2016 월간 윤종신 6월호[39]
- 2016년 7월 4일 피타입 - [Digital Single] 게으르으게
- 2016년 7월 20일 강민희,양다일,챈슬러 - [Digital Single] Merry Summer[40]
- 2016년 7월 25일 Brand New Year - [Digital Single] Respect The Name
- 2016년 7월 26일 양동근 - [Digital Single] Beside Me[41]
- 2016년 7월 27일 DJ Juice - [Digital Single] Higher[42]
- 2016년 7월 29일 버벌진트 - [Digital Single] 추적 (The Chase)/진실게임 (True Or False)
- 2016년 8월 10일 산체스 - [Digital Single] 대기실
- 2016년 8월 16일 애즈원,강민희, 멜리 - [Digital Single] 여름아 가지마
- 2016년 8월 18일 한해 - [Digital Single] 여름,아이스크림
- 2016년 8월 22일 키겐 - 밤에 듣기 좋은 노래
- 2016년 8월 27일 챈슬러 - [Digital Single] PALM TREE
- 2016년 8월 31일 양다일 - [Digital Single] 그리워[21]
- 2016년 9월 6일 칸토 - [Digital Single] 요즈음[43]
- 2016년 9월 8일 비즈니즈 - [Digital Single] Go Get`em
- 2016년 9월 14일 에스비 - [Digital Single] 매일이 주말같아
- 2016년 9월 21일 키디비,제이스 - [Digital Single] 바쁘다 바빠
- 2016년 9월 27일 칸토 - 14216
- 2016년 10월 12일 MC그리 - [Digital Single] GREEality Part.1
- 2016년 10월 15일 애즈원 - [Digital Single] 연애하고 싶어[44]
- 2016년 10월 17일 버벌진트,챈슬러 - [Digital Single] HOLYHOOD PRESENT VOL.1
- 2016년 10월 19일 이루펀트 - [Digital Single] Newport
- 2016년 10월 20일 키디비 - 노래의 탄생 TRACK 3[45]
- 2016년 10월 21일 산체스 - [Digital Single] 가까이 와요
- 2016년 11월 2일 양동근 - [Digital Single] 작업혼
- 2016년 11월 3일 양다일 - Us
- 2016년 11월 8일 에스비 - 캐리어를 끄는 여자 OST Part.5
- 2016년 11월 12일 DJ Juice - [Digital Single] YA[46]
- 2016년 11월 12일 비즈니즈 - [Digital Single] 죽은 위인들의 사회
- 2016년 11월 16일 태완, Assbrass - [Digital Single] Magic
- 2016년 11월 17일 한해 - 노래의 탄생 TRACK 7[47]
- 2016년 11월 18일 양동근 - [Digital Single] Don`t Go
- 2016년 11월 19일 챈슬러 - [Digital Single] MURDA
- 2016년 11월 21일 키디비 - [Digital Single] Nobody's Perfect
- 2016년 11월 24일 San E - [Digital Single] 나쁜X (Bad Year)[48]
- 2016년 11월 27일 키비 - [Digital Single] 어때
- 2016년 11월 30일 챈슬러 - My Full Name
- 2016년 12월 1일 키겐 - [Digital Single] PRADA SHOES
- 2016년 12월 10일 9999 - [Digital Single] Sophisticated Baby[49]
- 2016년 12월 12일 Brand New Year - [Digital Single] BRANDNEW YEAR 2016 - BETTER TOMORROW
- 2016년 12월 16일 피타입 - [Digital Single] 스노우볼 프로젝트 Vol.3[50]
- 2016년 12월 17일 프리티브라운 - [Digital Single] 니가 있어 크리스마스
- 2016년 12월 19일 MC그리 - [Digital Single] How We
- 2016년 12월 23일 키겐 - [Digital Single] 두고두고+양다일
- 2016년 12월 25일 챈슬러 - [Digital Single] 싱포유 - 두번째이야기 크리스마스
- 2016년 12월 29일 애즈원 - [Digital Single] 이별 같은 거
- 2016년 12월 29일 태완 - [Digital Single] 필요해
- 2017년 1월 10일  버벌진트 - [Digital Single] 그것이알고싶다
- 2017년 1월 16일 비즈니즈 - A Lone
- 2017년 1월 20일 강민희 - [Digital Single] 한때 그 여자
- 2017년 1월 23일 San E - Season Of Suffering (고난의 시기)
- 2017년 1월 27일 키비 - WATER
- 2017년 2월 11일 새벽공방 - [Digital Single] 카드캡터체리
- 2017년 2월 19일 양다일 - [Digital Single] 네게
- 2017년 2월 21일 San E - [Digital Single] 내가 너가
- 2017년 2월 22일 에스비 - [Digital Single] Fly Me To The Mood (데려다줘)
- 2017년 3월 1일 한해,헤니 - [Digital Single] LIPSTICK ON MY 여기저기
- 2017년 3월 7일 San E - 피고인 OST Part.2
- 2017년 3월 9일 루달스 - High On Life
- 2017년 3월 9일 이대휘, 박우진, 임영민, 김동현 - [Digital Single] 나야 나 (PICK ME)[51]
- 2017년 3월 11일 양동근 - [Digital Single] 고등래퍼 지역대항전 Part.1[52]
- 2017년 3월 18일 MC그리 - [Digital Single] 고등래퍼 지역대항전 Part.2[53]
- 2017년 3월 19일 프리티브라운 - Episode 1
- 2017년 3월 21일 에스비 - [Digital Single] 새모습생활일기 (Green Diary)
- 2017년 3월 22일 산체스 - [Digital Single] 5분만 더
- 2017년 3월 25일 DJ Juice - BEAUTIFUL LIFE
- 2017년 3월 29일 이강,양다일 - [Digital Single] 너는 어때
- 2017년 3월 29일 키디비 - [Digital Single] 초속 5 cm
- 2017년 4월 5일 새벽공방 - [Digital Single] 어른이,달빛천사
- 2017년 4월 14일 한해,칸토 - [Digital Single] HOLLYWOOD PRESENT VOL.2
- 2017년 4월 19일 한해 - 추리의 여왕 OST Part.1[54]
- 2017년 4월 23일 1% - [Digital Single] 힘들었지?
- 2017년 4월 25일 범키 - [Digital Single] Ebony & Ivory
- 2017년 4월 26일 이루펀트 - [Digital Single] 생활 속으로
- 2017년 5월 6일 이대휘,박우진,임영민,김동현 - [Digital Single] 나야 나 (PICK ME) (Paino Ver.)[51]
- 2017년 5월 11일 키겐,새벽공방 - [Digital Single] 별들도 눈감은밤
- 2017년 5월 16일 이루펀트 - 여행의 기술
- 2017년 5월 23일 San E - [Digital Single] 모해
- 2017년 5월 27일 DJ IT - [Digital Single] King Of The Trap
- 2017년 6월 5일 애즈원 - [Digital Single] 잠시만 안녕
- 2017년 6월 19일 피타입 - 2 Years Part.1
- 2017년 6월 25일 강민희 - [Digital Single] 널 보낸 적 없어
- 2017년 7월 3일 양다일 - 하백의 신부 2017 OST Part.1
- 2017년 7월 11일 에스비 - [Digital Single] 예전같지 않아 (B-Day)
- 2017년 7월 16일 키비 - [Digital Single] Vision
- 2017년 7월 27일 MXM - [Digital Single] Good Day[55]
- 2017년 7월 31일 키비 - 파수꾼 OST Part.7
- 2017년 8월 5일 한해 - 쇼미더머니 6 Episode 1[56]
- 2017년 8월 9일 양다일 - [Digital Single] 한 편의 너[57]
- 2017년 8월 12일 한해 - 쇼미더머니 6 Episode 2[58]
- 2017년 8월 14일 DJ Juice - [Digital Single] 더쎄게 (Love Me Harder)
- 2017년 8월 20일 버벌진트 - 17 Acapellas
- 2017년 8월 26일 한해 - 쇼미더머니 6 Episode 4[59]
- 2017년 8월 26일 산체스 - 감성
- 2017년 8월 31일 키비 - [Digital Single] 100GROUND
- 2017년 9월 5일 San E,키비 - [Digital Single] Fresh Up[60]
- 2017년 9월 6일 MXM - UNMIX
- 2017년 9월 13일 양다일 - 병원선 OST Part.3
- 2017년 9월 14일 버벌진트 - [Digital Single] 자기암시
- 2017년 9월 27일 범키 - [Digital Single] 흠(Hmm)
- 2017년 10월 13일 칸토,강민희 - [Digital Single] THE UNI+ 마이턴 (My Turn)[61]
- 2017년 10월 20일 새벽공방 - [Digital Single] 오후의 무엇
- 2017년 10월 20일 칸토 - [Digital Single] THE UNI+ 빛 (Last One)[62]
- 2017년 10월 27일 강민희 - [Digital Single] THE UNI+ Shine[63]
- 2017년 10월 27일 버벌진트 - 변명없이 (No Excuses)
- 2017년 10월 29일 김시훈 - [Digital Single] 믹스나인 Part.1
- 2017년 11월 15일 키겐 - 흐림
- 2017년 11월 19일 김시훈 - [Digital Single] 믹스나인 Part.3
- 2017년 11월 24일 San E - 라라 (Live Again,Love Again) OST Part.1[64]
- 2017년 11월 24일 한해 - [Digital Single] 보는 눈
- 2017년 12월 5일 프리티브라운 - [Digital Single] 이사
- 2017년 12월 13일 키비 - [Digital Single] 새벽발
- 2017년 12월 15일 프리티브라운 - [Digital Single] 니가 내린 크리스마스[65]
- 2017년 12월 15일 Brand New Year - [Digital Single] Brandnew Year 2017 `Brandnew Season`
- 2017년 12월 16일 버벌진트 - [Digital Single] 눈도 오고 그래서
- 2017년 12월 21일 태완 - [Digital Single] Could Be Love
- 2017년 12월 29일 양다일 - Inside
- 2018년 1월 6일 범키 - 화유기 OST Part.2
- 2018년 1월 10일 MXM - MATCH UP
- 2018년 1월 15일 한해 - [Digital Single] 몫
- 2018년 1월 20일 DJ IT - [Digital Single] Baby Driver
- 2018년 1월 21일 산체스 - 나쁜 녀석들:악의 도시 OST Part.5[66]
- 2018년 1월 25일 San E - 라라 (Live Again,Love Again) OST Part.3
- 2018년 1월 26일 새벽공방 - 새벽라디오
- 2018년 1월 28일 DJ Juice - [Digital Single] Win This Game
- 2018년 2월 1일 범키 - [Digital Single] 너의 뒤에서
- 2018년 2월 13일 MOOK - 쇼트 Original Sound Track[67]
- 2018년 2월 14일 강민희 - [Digital Single] 걸음마
- 2018년 3월 6일 San E,양다일 - 라라 (Live Again, Love Again) OST Part.4
- 2018년 3월 6일 MXM - [Digital Single] REMATCH
- 2018년 3월 10일 양다일 - 건반 위의 하이에나 Part.1[68]
- 2018년 3월 15일 키비 - [Digital Single] View[69]
- 2018년 3월 15일 프리티브라운 - [Digital Single] 쉬는 날
- 2018년 3월 18일 이강 - Romantic
- 2018년 3월 22일 한해 - Organic Life
- 2018년 3월 29일 San E - [Digital Single] 너랑나랑노랑[70]
- 2018년 4월 4일 한해,양다일 - 연애포차 OST Part.1
- 2018년 4월 5일 MXM - [Digital Single] YDPP Project `Love It Live It`[71]
- 2018년 4월 10일 에스비,Assbrass - [Digital Single] Boy Forever
- 2018년 4월 11일 인피닛 플로우 - [Digital Single] Opening Ceremony
- 2018년 4월 16일 양다일 - 위대한 유혹자 OST Part.4
- 2018년 5월 5일 MC그리 - [Digital Single] Don't You Love Me
- 2018년 5월 7일 프리티브라운 - [Digital Single] 내 엄마
- 2018년 5월 15일 칸토 - Repetition
- 2018년 5월 17일 에스비,Assbrass - 내성적인 EP Vol.1
- 2018년 5월 19일 이루펀트 - [Digital Single] e
- 2018년 5월 27일 새벽공방 - [Digital Single] 외로움을 말하는 방법
- 2018년 6월 11일 프리티브라운 - [Digital Single] 모르는 게 약
- 2018년 6월 12일 한해 - 너도 인간이니? OST Part.2[72]
- 2018년 6월 13일 범키 - [Digital Single] 비 그리고 너
- 2018년 6월 18일 MOOK - [Digital Single] 매일 아름답기를
- 2018년 6월 20일 한해 - [Digital Single] Clip Clop
- 2018년 6월 27일 범키 - 훈남정음 OST Part.6
- 2018년 7월 2일 양다일 - [Digital Single] 그해 여름[73]
- 2018년 7월 3일 산체스 - [Digital Single] 많이 많이 더
- 2018년 7월 11일 새벽공방 - 당신의 하우스헬퍼 OST Part.1
- 2018년 7월 12일 산체스 - 당신의 하우스헬퍼 OST Part.2
- 2018년 7월 25일 새벽공방 - [Digital Single] Hidden Track NO.V Vol.3[74]
- 2018년 7월 28일 에스비 - [Digital Single] Fly Away
- 2018년 8월 4일 키비 - [Digital Single] 네모여행 (서호주 편)[75]
- 2018년 8월 10일 이루펀트 - [Digital Single] L
- 2018년 8월 14일 MXM - MORE THAN EVER
- 2018년 8월 19일 새벽공방 - [Digital Single] 사랑인 줄 알았어
- 2018년 8월 20일 에스비,Assbrass - [Digital Single] vr
- 2018년 8월 25일 DJ IT - [Digital Single] Ya Man
- 2018년 8월 26일 MC그리 - [Digital Single] Doves
- 2018년 9월 4일 범키 - 러블리 호러블리 OST Part.3
- 2018년 9월 18일 MOOK - [Digital Single] 조금씩 이별하자
- 2018년 9월 28일 김윤호 - [Digital Single] Travel On My Mind
- 2018년 9월 30일 새벽공방 - [Digital Single] 긴긴 밤의 꿈
- 2018년 10월 10일 San E - [Digital Single] #mentalhealth&socialissues
- 2018년 10월 15일 양다일 - [Digital Single] 고백
- 2018년 10월 21일 버벌진트 - [Digital Single] 연습생girl/여자친구 (Gfriend)
- 2018년 10월 23일 새벽공방 - 백일의 낭군님 OST Part.4
- 2018년 10월 26일 강민희 - [Digital Single] 기억해줘요
- 2018년 10월 29일 에스비,Assbrass - [Digital Single] SODA POP
- 2018년 11월 4일 707 - Mine, Yours, Ours
- 2018년 11월 7일 MXM - [Digital Single] ONE MORE
- 2018년 11월 8일 양다일 - 내 뒤에 테리우스 OST Part.5
- 2018년 11월 14일 마이노스 - 내 뒤에 테리우스 OST Part.6[76]
- 2018년 11월 23일 칸토 - [Digital Single] WON[77]
- 2018년 11월 24일 MOOK - [Digital Single] 감싸줄게
- 2018년 11월 25일 새벽공방 - [Digital Single] 새벽☆
- 2018년 12월 6일 칸토 - [Digital Single] Blooming Melody (블루밍 멜로디) 2[78]
- 2018년 12월 11일 San E - [Digital Single] 기레기레기
- 2018년 12월 18일 새벽공방 - 땐뽀걸즈 OST Part.3[79]
- 2018년 12월 20일 이루펀트 - [Digital Single] U
- 2018년 12월 22일 에스비,Assbrass - [Digital Single] Bubble
- 2018년 12월 23일 범키,한해 - [Digital Single] BMDM
- 2018년 12월 25일 새벽공방,MOOK - #좋맛탱 OST Part.1
- 2018년 12월 30일 브랜뉴뮤직 - [Digital  Single] BRANDNEW YEAR 2018 `BRANDNEW 7`
- 2019년 1월 5일 루리 - [Digital Single] 유성
- 2019년 1월 5일 양다일 - 알함브라 궁전의 추억 OST Part.5
- 2019년 1월 10일 범키 - [Digital Single] Carpet[80]
- 2019년 1월 13일 DJ IT - [Digital Single] 돈키호테
- 2019년 1월 17일 새벽공방 - [Digital Single] 비가 그치고 나면
- 2019년 1월 18일 요다영 - [Digital Single] 짝사랑
- 2019년 1월 22일 MOOK - [Digital Single] 재 (Ash)
- 2019년 1월 29일 박우진, 이대휘 - [Digital Single] Candle
- 2019년 2월 8일 한해 - About Time
- 2019년 2월 12일 버벌진트 - [Digital Single] 갑분사 (갑자기분위기사랑노래)
- 2019년 2월 20일 에스나 - Have A Drink
- 2019년 2월 23일 양다일 - [Digital Single] [Vol.6] 유희열의 스케치북 10주년 프로젝트 : 세 번째 목소리 `유스케 X 양다일`
- 2019년 3월 2일 양다일 - [Digital Single] [Vol.7] 유희열의 스케치북 10주년 프로젝트 : 세 번째 목소리 `유스케 X 양다일`
- 2019년 3월 12일 버벌진트 - [Digital Single] Hey VJ
- 2019년 3월 20일 MXM - [Digital Single] 나만 알고 싶은 너[81]
- 2019년 3월 21일 김시훈, 윤정환, 이은상, 홍성준 - [Digital Single] _지마 (X1-MA)[82]
- 2019년 3월 22일 새벽공방 - 밤수성
- 2019년 3월 24일 빈센트 블루 - [Digital Single] 비가 와
- 2019년 3월 29일 박우진 - [Digital Single] Look Back At It[83]
- 2019년 3월 30일 루달스 - Freewill
- 2019년 4월 4일 범키 - [Digital Single] Dancing On Glass
- 2019년 4월 9일 예준 - [Digital Single] 애매한 계절
- 2019년 4월 12일 그리 - VAGUE[84]
- 2019년 4월 26일 양다일 - Skepticism
- 2019년 5월 4일 요다영 - [Digital Single] 이 별의 밤
- 2019년 5월 12일 인피닛 플로우 - Flow Forever
- 2019년 5월 17일 예준 - [Digital Single] ASMR
- 2019년 5월 22일 AB6IX - B:COMPLETE
- 2019년 5월 31일 칸토 - [Digital Single] Dejavu[85]
- 2019년 6월 16일 키디비 - [Digital Single] 1718 [SALEM]
- 2019년 6월 21일 범키 - [Digital Single] Come Back To Me[86]
- 2019년 6월 24일 빈센트 블루 - [Digital Single] 한심해
- 2019년 6월 29일 새벽공방,예준 - [Digital Single] 음악을 따라
- 2019년 7월 3일 DJ IT - [Digital Single] My Way[87]
- 2019년 7월 10일 양다일 - [Digital Single] My Love
- 2019년 7월 12일 브랜뉴뮤직 - BNM X WAYFER[88]
- 2019년 7월 23일 루리 - [Digital Single] 오늘도 비네
- 2019년 7월 24일 예준 - [Digital Single] Slowly
- 2019년 7월 26일 김윤호 - Rage
- 2019년 7월 27일 양다일 - 호텔 델루나 OST Part.4
- 2019년 7월 28일 요다영 - [Digital Single] 오빠랑 여행갈래?[89]
- 2019년 8월 7일 요다영 - [Digital Single] 먹구름
- 2019년 8월 15일 키겐 - 라꾸라꾸침대
- 2019년 8월 24일 키비 - [Digital Single] 얼굴
- 2019년 9월 7일 예준 - [Digital Single] After The Light
- 2019년 9월 12일 강민희 - [Digital Single] 욕하고 싶어
- 2019년 9월 21일 칸토 - [Digital Single] 비가 뚝
- 2019년 9월 24일 AB6IX - [Digital Single] Truth Hurts[90]
- 2019년 10월 7일 AB6IX - 6IXENSE
- 2019년 10월 12일 MOOK - [Digital Single] 데생
- 2019년 10월 14일 강민희,마이노스 - [Digital Single] 바람의 노래
- 2019년 10월 18일 범키 - [Digital Single] 감당 안 돼
- 2019년 10월 18일 새벽공방 - [Digital Single] Nothing Special
- 2019년 10월 27일 양다일,빈센트 블루 - [Digital Single] Dingo X BRANDNEW MUSIC
- 2019년 10월 29일 BDC - [Digital Single] Boys Da Capo
- 2019년 11월 9일 이루펀트 - 4
- 2019년 11월 23일 예준 - [Digital Single] 오늘이 더 가기 전에
- 2019년 12월 1일 양다일 - [Digital Single] 헤어진 우리가 지켜야 할 것들[91]
- 2019년 12월 4일 강민희 - [Digital Single] 열린 결말
- 2019년 12월 8일 범키 - [Digital Single] 홀리후드[92]
- 2019년 12월 8일 새벽공방 - MIDNIGHT CHRISTMAS
- 2019년 12월 12일 브랜뉴뮤직 - [Digital Single] BRANDNEW YEAR 2019 `DO THAT BRANDNEW THING`
- 2019년 12월 15일 애즈원 - [Digital Single] 애써[93]
- 2019년 12월 29일 키겐 - [Digital Single] 광안대교
- 2019년 12월 29일 한동근 - [Digital Single] 나를 기다렸나요

## 2020년대
- 2020년 1월 12일 그리 - [Digital Single] Stop It
- 2020년 1월 22일 한동근 - 재회 : 구름에 가려진 별
- 2020년 1월 24일 칸토 - [Digital Single] 갑자기
- 2020년 1월 27일 양다일 - 낭만닥터 김사부 2 OST Part.5
- 2020년 1월 27일 예준 - Loved
- 2020년 2월 3일 키디비 - [Digital Single] 1718 [psycho]
- 2020년 2월 13일 AB6IX - 5NALLY
- 2020년 2월 19일 범키 - [Digital Single] 러브땡
- 2020년 2월 23일 새벽공방 - [Digital Single] 다섯밤
- 2020년 2월 28일 애즈원 - [Digital Single] 2월 29일
- 2020년 3월 8일 한동근 - [Digital Single] 초
- 2020년 3월 9일 DJ Juice - [Digital Single] Luv Me[94]
- 2020년 3월 15일 MOOK - [Digital Single] 일년 만에
- 2020년 3월 27일 빈센트블루 - Graffiti
- 2020년 4월 3일 그리 - [Digital Single] Him
- 2020년 4월 6일 새벽공방 - [Digital Single] 바나나차차 어쿠스틱
- 2020년 4월 8일 루달스 - [Digital Single] 돈 안되는 음악
- 2020년 4월 10일 키겐 - [Digital Single] 사회적 거리두기
- 2020년 4월 19일 칸토 - [Digital Single] Favorite
- 2020년 4월 20일 한동근 - [Digital Single] 보통 같으면
- 2020년 4월 25일 새벽공방 - [Digital Single] 노이즈 캔슬링 (Noise Cancelling)
- 2020년 4월 27일 양다일 - [Digital Single] 이해
- 2020년 5월 21일 강민희 - [Digital Single] 둘이 있으니 좋다
- 2020년 5월 31일 한동근 - 화양연화 - 삶이 꽃이 되는 순간 OST Part.5
- 2020년 6월 3일 한동근 - [Digital Single] 서쪽 바다[95]
- 2020년 6월 9일 범키 - (아는 건 별로 없지만) 가족입니다 OST Part. 1
- 2020년 6월 12일 루달스 - [Digital Single] BENZ
- 2020년 6월 29일 AB6IX - VIVID
- 2020년 7월 5일 범키, NONE - [Digital Single] 가식
- 2020년 7월 18일 새벽공방 - [Digital Single] Sun Shower (여우비)
- 2020년 7월 20일 키디비 - [Digital Single] 오히려
- 2020년 7월 22일 비즈니즈 - [Digital Single] DONOTHING
- 2020년 7월 24일 전웅 - [Digital Single] 피버뮤직 2020 쿨 썸머 프로젝트 Vol.1 ‘해변의 여인’[96]
- 2020년 7월 24일 키비 - [Digital Single] 요즘
- 2020년 8월 2일 DJ Juice - [Digital Single] Outta My Way[97]
- 2020년 8월 9일 칸토 - [Digital Single] I'm So Fine
- 2020년 8월 14일 루달스 - [Digital Single] 자전거 못 타는 여자
- 2020년 8월 20일 그리 - [Digital Single] Humming
- 2020년 8월 22일 키겐,새벽공방 - [Digital Single] 별들도 눈감은 밤에
- 2020년 8월 31일 이은상 - [Digital Single] Beautiful Scar
- 2020년 9월 18일 범키 - [Digital Single] 여기저기거기
- 2020년 9월 23일 BDC - THE INTERSECTION : BELIEF
- 2020년 10월 2일 NONE - [Digital Single] 도레미파
- 2020년 10월 6일 DJ Juice - [Digital Single] FUEGO[98]
- 2020년 10월 8일 한동근 - 내가 가장 예뻤을 때 OST Part.8
- 2020년 10월 12일 한동근 - [Digital Single] 한동근X김형석 사계(四季)
- 2020년 10월 14일 이은상 - [Digital Single] Memories[99]
- 2020년 10월 16일 루달스 - [Digital Single] FREEWILL 2020 Freestyle
- 2020년 10월 29일 양다일 - 구미호뎐 OST Part.4[100]
- 2020년 11월 1일 새벽공방 - [Digital Single] Butterfly
- 2020년 11월 2일 AB6IX - SALUTE
- 2020년 11월 5일 범키,NONE - [Digital Single] Automatic Remix[101]
- 2020년 11월 14일 그리 - [Digital Single] LOOK
- 2020년 11월 21일 마이노스 - [Digital Single] 4 The Luv Of The Game[102]
- 2020년 11월 21일 김윤호 - [Digital Single] Life finds a way
- 2020년 11월 21일 키겐 - 현명한 자가 말했지
- 2020년 11월 23일 양다일 - [Digital Single] Darling
- 2020년 11월 25일 한해,요다영 - [Digital Single] Song for you project Vol.1 : Mask Christmas
- 2020년 12월 8일 한동근 - [Digital Single] 10년 전의 나에게
- 2020년 12월 10일 새벽공방 - The Christmas Book Page 1
- 2020년 12월 11일 범키 - [Digital Single] 첫눈이 와[103]
- 2020년 12월 20일 한해 - [Digital Single] SICK
- 2020년 12월 21일 브랜뉴뮤직 - [Digital Single] 브랜뉴이어 2020
- 2020년 12월 25일 AB6IX - [Digital Single] 잡아줄게
- 2020년 12월 29일 양다일 - [Digital Single] 요즘
- 2021년 1월 5일 MOOK - 낮과 밤 OST Part.3
- 2021년 1월 7일 AB6IX - [Digital Single] Fallin’ (Adrenaline) [AB6IX Remix][104]
- 2021년 1월 9일 박우진 - 철인왕후 OST Part.4[105]
- 2021년 1월 14일 김동현,이대휘, 홍성준, 윤정환,이은상,칸토,그리 - [Digital Single] PLAYLIST
- 2021년 1월 17일 범키 - [Digital Single] Lost
- 2021년 1월 18일 AB6IX - SALUTE : A NEW HOPE
- 2021년 1월 21일 키겐 - [Digital Single] 서울의 밤
- 2021년 1월 22일 양다일 - our joys and sadnesses
- 2021년 1월 23일 NONE - [Digital Single] 마니또
- 2021년 1월 23일 마이노스 - [Digital Single] SONIM
- 2021년 1월 27일 범키 - [Digital Single] Mine with KozyPop[106]
- 2021년 2월 1일 그리,강민희 - [Digital Single] 그런 사람 얘기[107]
- 2021년 2월 9일 한동근 - [Digital Single] 토닥토닥
- 2021년 2월 17일 한해 - [Digital Single] 한해 형 특유의 앞 박자
- 2021년 2월 21일 김동현 - 썸타는 편의점 OST Part.2
- 2021년 2월 25일 키겐 - [Digital Single] 왜 강력한 처벌을 하지 않는가
- 2021년 3월 8일 BDC - THE INTERSECTION : DISCOVERY
- 2021년 3월 8일 양다일 - [Digital Single] 비긴어게인 오픈마이크 EPISODE.8
- 2021년 3월 23일 한동근 - [Digital Single] 울어
- 2021년 3월 28일 칸토 - [Digital Single] Close Up
- 2021년 4월 8일 한동근 - 오!주인님 OST Part.2
- 2021년 4월 12일 키겐 - 좀 더 영원한 걸 원해
- 2021년 4월 17일 키비 - [Digital Single] 마음 2
- 2021년 4월 23일 한동근 - 언더커버 OST Part.1
- 2021년 4월 26일 AB6IX - MO' COMPLETE : HAVE A DREAM
- 2021년 4월 26일 한동근 - [Digital Single] 그렇게 말해줘서 고마워
- 2021년 4월 30일 김윤호 - [Digital Single] 브리또
- 2021년 5월 2일 범키 - [Digital Single] The Lady
- 2021년 5월 4일 한해 - [Digital Single] TEN PROJECT Part.1[108]
- 2021년 5월 13일 DJ Juice - [Digital Single] Here Comes A New Challenger[97]
- 2021년 5월 24일 AB6IX - [Digital Single] GEMINI
- 2021년 5월 25일 양다일 - [Digital Single] 별이 뜬 곳에 (바니와 오빠들 X 양다일)
- 2021년 6월 2일 BDC,이은상 - [Digital Single] TEN PROJECT Part.2
- 2021년 6월 8일 그리 - [Digital Single] 봄이 가져가서[109]
- 2021년 6월 25일 한동근 - [Digital Single] 비가 내려요
- 2021년 6월 30일 BDC - THE INTERSECTION : CONTACT
- 2021년 7월 1일 양다일 - 간 떨어지는 동거 OST Part.6
- 2021년 7월 26일 범키 - [Digital Single] All Of My Life
- 2021년 7월 27일 양다일 - 너는 나의 봄 OST Part.5
- 2021년 8월 8일 범키 - [Digital Single] 구구절절[110]
- 2021년 8월 10일 BDC - [Digital Single] MOON WALKER
- 2021년 8월 11일 AB6IX - [Digital Single] 비범벅 (TEN PROJECT Part.4)
- 2021년 8월 12일 양다일 - [Digital Single] Ocean Waves with KozyPop
- 2021년 8월 18일 BDC - [Digital Single] 이제는 멈춰
- 2021년 8월 20일 한해 - [Digital Single] 뒷 박자
- 2021년 8월 26일 1% - [Digital Single] Near And Dear
- 2021년 9월 1일 이은상 - [Digital Single] Beautiful Sunshine
- 2021년 9월 13일 양다일 - 홍천기 OST Part.3
- 2021년 9월 15일 양다일,범키 - [Digital Single] 집이 돼줄게 (TEN PROJECT Part.5)
- 2021년 9월 22일 한동근 - [Digital Single] 보고 싶었어 가을 (금혼령 X 한동근)
- 2021년 9월 24일 키비 - Colored Mood
- 2021년 9월 27일 AB6IX - MO' COMPLETE
- 2021년 10월 1일 BDC - [Digital Single] MOON WALKER（JPN Ver.)
- 2021년 10월 2일 강민희 - [Digital Single] 웹툰 나만 보여! Part.5
- 2021년 10월 6일 한해 - [Digital Single] Pop Song with KozyPop[111]
- 2021년 10월 8일 한동근 - [Digital Single] 내가 널 붙잡았더라면
- 2021년 10월 19일 한동근 - [Digital Single] [요즘뭐듣니] Vol 005.첫 출근
- 2021년 11월 10일 양다일 - [Digital Single] 널 그리워하고 있어
- 2021년 11월 12일 그리 - HI, TEEN
- 2021년 11월 17일 미스에스 - [Digital Single] 이 나이 먹고 뭐했길래 (TEN PROJECT Part.7)
- 2021년 11월 18일 요다영 - [Digital Single] Lovelylove
- 2021년 11월 24일 AB6IX - [Japan] ABSOLUTE 6IX
- 2021년 12월 13일 이은상 - IDOL (아이돌 : The Coup) OST Part.6[112]
- 2021년 12월 23일 브랜뉴뮤직 - [Digital Single] BRANDNEW YEAR 2021
- 2021년 12월 29일 빈센트블루 - [Digital Single] 눈이 와
- 2021년 1월 6일 범키 - 3.5교시 OST Part.3[113]
- 2022년 1월 17일 AB6IX - COMPLETE WITH YOU
- 2022년 1월 31일 한동근 - [Digital Single] Ask Of You
- 2022년 2월 1일 빈센트블루 - [Digital Single] 새해 복 많이 받아
- 2022년 2월 15일 양다일 - [Digital Single] 넌 그래도 돼 (유일무이 로맨스 X 양다일)
- 2022년 2월 20일 범키 - [Digital Single] 난치병
- 2022년 3월 4일 NONE - [Digital Single] Don't Leave Me
- 2022년 3월 7일 전웅,이대휘 - 크레이지 러브 OST Part.1
- 2022년 3월 13일 한동근 - [Digital Single] 사랑인걸
- 2022년 3월 20일 양다일 - [Digital Single] 소주 한 잔
- 2022년 3월 28일 한동근 - [Digital Single] 서로
- 2022년 4월 4일 이루펀트 - [Digital Single] 코끼리 공장의 해피엔드 : 졸업식
- 2022년 4월 20일 1% - [Digital Single] 잘 때가 제일 예뻐
- 2022년 4월 20일 YOUNITE - YOUNI-BIRTH
- 2022년 5월 7일 빈센트블루 - 별똥별 OST Part.3[114]
- 2022년 5월 14일 한해 - 어게인 마이 라이프 OST Part.6[115]
- 2022년 5월 14일 DJ Juice - [Digital Single] Thinkin About You
- 2022년 5월 18일 AB6IX - A to B
- 2022년 5월 21일 한동근 - [Digital Single] 햇 좋은 날
- 2022년 5월 29일 1% - [Digital Single] 집 앞에서 보자
- 2022년 5월 30일 NONE - [Digital Single] 행운
- 2022년 6월 7일 한동근 - 붉은 단심 OST Part.6
- 2022년 6월 15일 BDC - [Digital Single] Blue Sky
- 2022년 6월 24일 한동근 - [Digital Single] 이런 남자
- 2022년 6월 26일 1% - [Digital Single] Haaappy
- 2022년 7월 11일 빈센트블루 - [Digital Single] 무덤까지 가져가
- 2022년 7월 17일 양다일 - [Digital Single] 사랑이란
- 2022년 7월 24일 범키 - [Digital Single] 여기저기거기 Part.2
- 2022년 7월 25일 YOUNITE - YOUNI-Q
- 2022년 7월 31일 한동근 - [Digital Single] 미련을 말하는
- 2022년 8월 17일 AB6IX - [Japan] SAVIOR
- 2022년 8월 20일 1% - [Digital Single] 그저 빛
- 2022년 8월 24일 AB6IX - [Digital Single] Chance
- 2022년 9월 8일 한동근 - [Digital Single] 너는 나의 바다
- 2022년 9월 15일 AB6IX - [Digital Single] Moonlight[116]
- 2022년 9월 22일 김윤호 - [Digital Single] Last Kindness
- 2022년 9월 24일 이대휘,빈센트블루 - Listen-Up(리슨업) EP.8[117]
- 2022년 10월 2일 YOUNITE,양다일 - Listen-Up(리슨업) EP.9[118]
- 2022년 10월 4일 AB6IX - Take A Chance
- 2022년 10월 7일 칸토 - [Digital Single] 베테랑
- 2022년 10월 8일 칸토,그리 - [Digital Single] 히든싱어7 - Episode.8
- 2022년 10월 13일 NONE - [Digital Single] Lazily (마음대로)
- 2022년 10월 15일 1% - [Digital Single] 강조되고 반복되는 소리는 나를 불안하게 해요
- 2022년 10월 28일 AB6IX - 더 패뷸러스 OST Part.1[119]
- 2022년 10월 31일 YOUNITE - Youni-On
- 2022년 11월 8일 이대휘,박우진 - [Digital Single] 2nd Track of CJ LiveCity
- 2022년 11월 9일 한동근 - 진검승부 OST Part.6
- 2022년 11월 19일 1% - [Digital Single] 공기가 달라
- 2022년 11월 23일 칸토 - CELEBRATION
- 2022년 11월 24일 빈센트블루 - [Digital Single] Sliding
- 2022년 11월 24일 한동근 - [Digital Single] 같은 베개
- 2022년 11월 28일 미스에스 - [Digital Single] 빨간 날[120]
- 2022년 11월 28일 양다일 - [Digital Single] 괴로워
- 2022년 11월 30일 그리 - [Digital Single] How Do We Better
- 2022년 12월 17일 브랜뉴뮤직 - [Digital Single] BRANDNEW YEAR 2022 'BRANDNEW V1S1ON'
- 2022년 12월 22일 빈센트블루 - [Digital Single] Heaven
- 2022년 12월 26일 양다일 - [Digital Single] Themselves Chapter.3
- 2023년 1월 4일 한동근 - [Digital Single] I'll Be
- 2023년 1월 15일 양다일 - [Digital Single] 사랑해도 될까요
- 2023년 1월 17일 한해 - [Digital Single] 인피니트 보더스
- 2023년 1월 29일 1% - [Digital Single] 나 지금 진지해
- 2023년 1월 31일 한동근 - 우리의 디데이 OST Part.1
- 2023년 2월 2일 1% - [Digital Single] 보고 싶겠죠 그립겠죠 그렇지만 살 수는 있겠죠
- 2023년 2월 10일 한동근 - [Digital Single] 이별을 축하해
- 2023년 2월 15일 박우진 - [Digital Single] 나를 그리다
- 2023년 2월 17일 한동근 - 꼭두의 계절 OST Part.3
- 2023년 2월 25일 1% - [Digital Single] Night Air
- 2023년 2월 26일 빈센트블루 - 일타 스캔들 OST Part.6
- 2023년 2월 27일 박우진 - oWn
- 2023년 3월 1일 한동근 - [Digital Single] 오랜만이야
- 2023년 3월 3일 양다일 - [Digital Single] I Feel
- 2023년 3월 13일 NONE - [Digital Single] Wish
- 2023년 3월 16일 한동근 - [Digital Single] 그대가 첫사랑인 이유
- 2023년 3월 24일 범키 - [Digital Single] T.T.T (Tell The Truth)
- 2023년 3월 25일 1% - [Digital Single] 나는 SOLO 싫어
- 2023년 3월 26일 양다일 - [Digital Single] 설렘을 말하는
- 2023년 4월 3일 1% - [Digital Single] 거 사랑하기 딱 좋은 날씨네
- 2023년 4월 11일 한동근 - [Digital Single] 다시 사랑한다면
- 2023년 4월 29일 1% - [Digital Single] 단 한순간에
- 2023년 5월 11일 이대휘 - [Digital Single] Summer[121]
- 2023년 5월 17일 YOUNITE - 빛 : Bit Part.1
- 2023년 5월 20일 양다일 - [Digital Single] 랑그릿사 모바일 OST - Salvation
- 2023년 5월 21일 NONE - [Digital Single] 알고 있지만
- 2023년 5월 27일 1% - [Digital Single] 정답은 없어
- 2023년 5월 29일 AB6IX - The Future is Ours : Lost
- 2023년 6월 7일 한동근 - 관계
- 2023년 6월 22일 양다일 - 행복배틀 OST Part.4
- 2023년 6월 28일 빈센트블루 - 행복배틀 OST Part.5
- 2023년 7월 10일 키비 - [Digital Single] 그릇
- 2023년 7월 15일 UV - [Digital Single] 흥보가 기가막혀
- 2023년 7월 20일 양다일 - [Digital Single] Marry Me (여름날 우리 X 양다일)
- 2023년 7월 30일 1% - [Digital Single] 살다가 힘들 때면
- 2023년 7월 30일 양다일 - [Digital Single] Move On
- 2023년 8월 4일 전웅,이대휘 - 소방서 옆 경찰서2 OST Part.1
- 2023년 8월 20일 UV - [Digital Single] 유브이방 Room.1[122]
- 2023년 8월 24일 범키 - [Digital Single] How U Feel?
- 2023년 8월 26일 BDC - [Digital Single] 쉼표
- 2023년 8월 26일 NONE - [Digital Single] A/S
- 2023년 8월 27일 1% - [Digital Single] Come Away With Me
- 2023년 8월 28일 임영민 - ROOM
- 2023년 8월 30일 양다일 - [Digital Single] 우리 그렇게
- 2023년 9월 5일 양다일 - [Digital Single] 오랜만야 (마녀상점 리오픈 X 양다일)
- 2023년 9월 9일 뮤지 - [Digital Single] 몇번이나 (How Many Times)[123]
- 2023년 9월 26일 UV - [Digital Single] 유브이방 Room.2[124]
- 2023년 9월 29일 1% - [Digital Single] 1%
- 2023년 10월 7일 한동근 - [Digital Single] 혹시 잠깐 나와주겠니
- 2023년 10월 12일 양다일 - [Digital Single] 내가 할 수 없는 말
- 2023년 10월 17일 YOUNITE - 빛 : Bit Part.2
- 2023년 10월 19일 한동근 - [Digital Single] 그래도 사랑합니다
- 2023년 10월 21일 애즈원 - [Digital Single] 기적과도 같은 일
- 2023년 10월 26일 빈센트블루 - [Digital Single] 나랑 있자
- 2023년 10월 27일 BDC - [Digital Single] 하루 비[125]
- 2023년 10월 29일 1% - [Digital Single] 너 혹시 T야?
- 2023년 11월 10일 양다일 - [Digital Single] all of my life (베일드뮤지션 X 양다일 with 이태원동)
- 2023년 11월 11일 이대휘 - 뮤직인더트립 OST Part.2[126]
- 2023년 11월 12일 빈센트블루 - 완벽한 결혼의 정석 OST Part.3
- 2023년 11월 17일 양다일 - [Digital Single] V12YL by BRANDNEW : 떠나지마 2023
- 2023년 11월 19일 한동근 - [Digital Single] 너무 예뻐 보였다
- 2023년 11월 24일 1% - [Digital Single] 널 만나려고 그랬나봐
- 2023년 11월 25일 UV - [Digital Single] 블리블리
- 2023년 12월 4일 한동근 - [Digital Single] 잊는다고 잊어지면
- 2023년 12월 6일 빈센트블루 - [Digital Single] 100가지 고백
- 2023년 12월 11일 브랜뉴뮤직 - [Digital Single] BRANDNEW YEAR 2023 'White Christmas'
- 2023년 12월 14일 애즈원 - [Digital Single] Winter Wonderland
- 2023년 12월 30일 NONE - [Digital Single] Give Up
- 2024년 1월 3일 한해 - [Digital Single] Evergreen (2024)[127]
- 2024년 1월 7일 뮤지 - [Digital Single] 그밤,이밤
- 2024년 1월 9일 1% - [Digital Single] 닮았네요
- 2024년 1월 9일 빈센트블루 - 내 남편과 결혼해줘 OST Part.2
- 2024년 1월 22일 AB6IX - THE FUTURE IS OURS : FOUND
- 2024년 1월 29일 한동근 - [Digital Single] 언젠가는 다시 만난다 (웹툰 '선녀외전' X 한동근)
- 2024년 2월 29일 한동근 - [Digital Single] 아팠기에 사랑이다 좋았기에 이별이다
- 2024년 3월 7일 1% - [Digital Single] 급만남
- 2024년 3월 9일 요다영 - [Digital Single] How Are You?
- 2024년 3월 12일 한동근 - [Digital Single] 마음온도 36.5 Part.1
- 2024년 3월 19일 양다일 - 야한(夜限) 사진관 OST Part.2
- 2024년 3월 21일 범키 - The Obedient
- 2024년 3월 22일 뮤지 - [Digital Single] 별이 되어주고 싶었어[128]
- 2024년 3월 26일 빈센트블루 - [Digital Single] Honesty (Pink Sweat$ Cover)
- 2024년 3월 28일 한동근 - [Digital Single] 핸드폰을 꺼두는게
- 2024년 4월 18일 애즈원 - [Digital Single] Better
- 2024년 4월 27일 한동근 - [Digital Single] 네가 자꾸 보인다
- 2024년 5월 1일 YOUNITE - ANOTHER
- 2024년 5월 10일 한해 - [Digital Single] Champagne (샴페인)
- 2024년 6월 8일 한동근 - [Digital Single] 소꿉장난
- 2024년 6월 27일 임영민 - LOVE?
- 2024년 7월 1일 NONE - [Digital Single] Nonsense
- 2024년 7월 18일 그리 - [Digital Single] Goodbye
- 2024년 7월 28일 빈센트블루 - [Digital Single] Rain On Me
- 2024년 8월 5일 NONE - 우연일까? OST Part.5[129]
- 2024년 8월 13일 AB6IX - Find YOU
- 2024년 8월 17일 범키 - [Digital Single] T.I.E
- 2024년 8월 24일 빈센트블루 - 새벽 2시의 신데렐라 OST Part.1
- 2024년 9월 12일 양다일 - [Digital Single] About You
- 2024년 9월 20일 범키 - [Digital Single] 간직할게[130]
- 2024년 10월 10일 AB6IX - BORN LIKE THIS
- 2024년 10월 10일 YOUNITE - [Digital Single] 로드 투 킹덤 : ACE OF ACE 〈IDENTITY〉 Part.1[131]
- 2024년 10월 12일 양다일 - [Digital Single] Dilemma (킬러 배드로 X 양다일)
- 2024년 10월 17일 양다일 - [Digital Single] Call Me More Sometimes
- 2024년 10월 25일 YOUNITE - 로드 투 킹덤 : ACE OF ACE <NO LIMIT> ACE BATTLE[132]
- 2024년 11월 1일 YOUNITE - 로드 투 킹덤 : ACE OF ACE <FINAL>[133]
- 2024년 11월 12일 팬텀 - PHANTOM VINTAGE
- 2024년 11월 14일 전웅 - [Digital Single] PIXEL
- 2024년 11월 28일 양다일 - My Insecure
- 2024년 12월 10일 이대휘 - [Digital Single] Satellite[134]
- 2024년 12월 11일 YOUNITE - [Digital Single] Y
- 2024년 12월 15일 뮤지 - [Digital Single] White Christmas For You
- 2024년 12월 18일 브랜뉴뮤직 - [Digital Single] BRANDNEW YEAR 2024 'Make It NEW'
- 2025년 1월 21일 1% - [Digital Single] 내내 널 생각해
- 2025년 1월 26일 양다일 - [Digital Single] 혼자
- 2025년 2월 7일 한해 - [Digital Single] 가르쳐줘[135]
- 2025년 2월 18일 애즈원 - [Digital Single] Still My Baby
- 2025년 2월 21일 양다일 - [Digital Single] 긴 밤
- 2025년 2월 26일 임영민 - [Digital Single] On My Way
- 2025년 4월 1일 1% - [Digital Single] 스트레스는 만병의 근원
- 2025년 4월 4일 범키 - [Digital Single] Divine
- 2025년 4월 15일 한해 - [Digital Single] 벌써 일년[136]
- 2025년 4월 16일 이대휘 - [Digital Single] 그냥 니가 좋아
- 2025년 4월 23일 YOUNITE - Youni-T
- 2025년 4월 30일 박우진 - [Digital Single] Cool & Hot
- 2025년 5월 3일 빈센트블루 - [Digital Single] Wonderland
- 2025년 6월 2일 애즈원 - [Digital Single] 축하해 생일
- 2025년 7월 1일 한해 - [Digital Single] 그대로 있어주면 돼[137]
- 2025년 8월 4일 YOUNITE - [Digital Single] BOMBA
- 2025년 8월 25일 AB6IX - UPSIDE DOWN